# Лысков, Анатолий Григорьевич
Анато́лий Григо́рьевич Лыско́в (род. 8 марта 1947) — российский государственный деятель. Представитель в Совете Федерации России от администрации Липецкой области.

## Биография
Родился 8 марта 1947 года в Смоленской области, в 1975 году окончил юридический факультет МГУ.
Работал в прокуратуре, Министерстве внутренних дел, с 1992 года — в центральном аппарате ФСБ России (до избрания в Совет Федерации занимал должность начальника договорно-правового управления ФСБ).
В январе 2002 года кандидатура Лыскова на пост представителя в Совете Федерации была предложена губернатором Липецкой области Олегом Королёвым по рекомендации полномочного представителя президента России по Центральному федеральному округу Георгия Полтавченко. С апреля 2002 года является представителем исполнительной власти Липецкой области в Совете Федерации России (полномочия подтверждены 21 сентября 2005 года, срок полномочий окончится в июне 2010 года). Заместитель председателя комитета по правовым и судебным вопросам, член комиссии по информационной политике, член комиссии по взаимодействию со Счётной палатой РФ, член комиссии по регламенту и организации парламентской деятельности.
Генерал-лейтенант. Заслуженный юрист Российской Федерации. Награждён орденом «За военные заслуги» и пятью медалями.
Сторонник президентской формы правления, считает что Россия не готова к парламентской республике.
Выступал против того, чтобы в новом законе о полиции противоправные действия полицейского квалифицировались как действия представителя государственной власти.
Внёс в Госдуму законопроект, согласно которому незадекларированные ценные бумаги, транспорт и недвижимость госслужащих будут с помощью генпрокурора передаваться в собственность государства.